# Pawieł Szypuk
Pawieł Uładzimirawicz Szypuk (biał. Павел Уладзіміравіч Шыпук, ros. Павел Владимирович Шипук, Pawieł Władimirowicz Szypuk; ur. 1 maja 1949 w Opolu w rejonie janowskim, zm. 27 maja 2014) – białoruski inżynier i polityk, w latach 1997–2004 członek Rady Republiki Zgromadzenia Narodowego Republiki Białorusi I i II kadencji, w latach 1997–2000 – jej przewodniczący.

## Życiorys
Urodził się 1 maja 1949 roku we wsi Opol, w rejonie janowskim obwodu pińskiego Białoruskiej SRR, ZSRR. W 1972 roku ukończył Białoruski Państwowy Instytut Politechniczny, uzyskując wykształcenie inżyniera chemika i technologa. W 1997 roku został honorowym profesorem Białoruskiej Akademii Politechnicznej. W latach 1966–1967 pracował jako instruktor w Janowskim Komitecie Rejonowym Leninowskiego Komunistycznego Związku Młodzieży Białorusi. W latach 1972–1994 był mistrzem zmiany, starszym inżynierem technologiem, kierownikiem wydziału, głównym inżynierem, dyrektorem, przewodniczącym zarządu – dyrektorem organizacji dzierżawców Homelskiej Huty Szkła. W 1994 roku pracował jako prezes spółki „Homielstiekło”. Od 28 listopada 1994 roku do 17 stycznia 1997 roku pełnił funkcję przewodniczącego Homelskiego Obwodowego Komitetu Wykonawczego.
13 stycznia 1997 roku został członkiem nowo utworzonej Rady Republiki Zgromadzenia Narodowego Republiki Białorusi I kadencji. Pełnił w niej funkcję przewodniczącego. W latach 1998–2001 był też przewodniczącym Międzyparlamentarnego Komitetu Republiki Białorusi, Republiki Kazachstanu, Republiki Kirgistanu i Federacji Rosyjskiej. 19 grudnia 2000 roku został członkiem Rady Republiki II kadencji. Pełnił w niej funkcję przewodniczącego Stałej Komisji ds. Polityki Regionalnej oraz członka Prezydium. Jego kadencja w Radzie Republiki zakończyła się 15 listopada 2004 roku. W 2001 roku był deputowanym do Zgromadzenia Parlamentarnego Związku Białorusi i Rosji i pełnił w nim funkcję zastępcy przewodniczącego Komisji ds. Ekologii, Eksploatacji Przyrody i Likwidacji Skutków Awarii. Komisja ta liczyła w tamtym czasie 7 członków. Zmarł 27 maja 2014 roku.

## Odznaczenia
- Order Ojczyzny III klasy[1].

## Życie prywatne
Pawieł Szypuk był żonaty, miał dwoje dzieci.